# Dolina Piarżysta

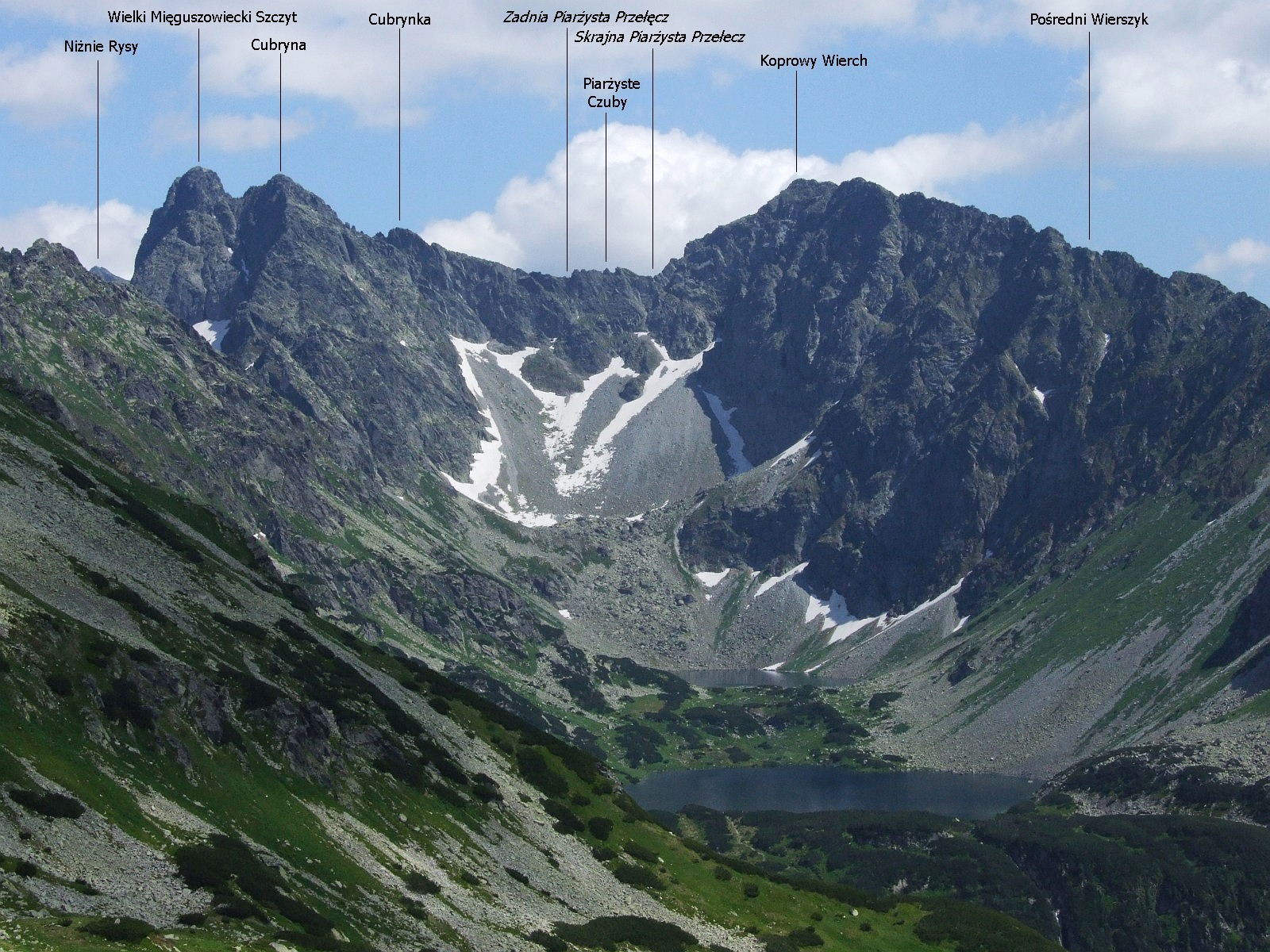
Widok z Zaworów na Dolinę Ciemnosmreczyńską i Dolinę Piarżystą

Dolina Piarżysta (słow. Piargová dolina) – najwyższe piętro Doliny Ciemnosmreczyńskiej (Temnosmrečinská dolina) w słowackich Tatrach Wysokich. Jest to bezwodny cyrk lodowcowy. Nazwa dokładnie oddaje charakter tej doliny; z trzech stron opadają na jej dno piargi z otaczających ją ścian skalnych. Od północy wznoszą się nad nią szczyty głównej grani Tatr na odcinku od Ciemnosmreczyńskiej Turni po Cubrynę. Od południowego wschodu dolinę ogranicza grań łącząca Cubrynę z Koprowym Wierchem, od południowego zachodu grań od Koprowego Wierchu po Wyżni Pośredni Wierszyk. Do niżej położonej Doliny Ciemnosmreczyńskiej opada piarżysty grzbiet o lodowcowym pochodzeniu.
Dolina Piarżysta była ulubionym miejscem polowań podhalańskich kłusowników na kozice, uważali oni tę dolinkę za jedną z głównych w Tatrach ostoi kozic. Wierzyli też, że zakopane są w niej skarby. Pochodzący z Kościeliska zbójnik Tomek Gadeja powiadał: „Ono ta duzo jest dobra w Piorzystej Dolinie”. Opisy te dotyczą jednak nie tylko Doliny Piarżystej, ale i Ciemnosmreczyńskiej, którą dawniej nazywano Doliną Piarżystą, co jest nieprawidłowe.
Dawniej Doliną Piarżystą prowadziła droga na przełęcz Wrota Chałubińskiego. Obecnie jednak dolina ta dla turystów jest niedostępna.
W Dolinie Piarżystej wznosi się kilka wielkich ścian, ale taternicy zainteresowali się nimi dopiero w 1966 r. i do 1970 r. pokryli je siatką dróg wspinaczkowych. Jest ich kilkadziesiąt, w tym tylko jedna autorstwa taternika słowackiego, pozostałe drogi jako pierwsi przeszli polscy taternicy. Przyczyną może być fakt, że podejście do Doliny Piarżystej od schroniska PTTK nad Morskim Okiem jest krótsze, niż od słowackich podnóży Tatr. Władysław Cywiński pisał: Długie podejścia działają na większość taterników bardziej odstręczająco, niż najstraszliwsze nawet urwiska.